# Insuficiència ovàrica primària
La insuficiència ovàrica primària (IOP) (la principal forma de menopausa precoç) és la pèrdua parcial o total de la funció reproductiva i hormonal dels ovaris abans dels 40 anys a causa d'una disfunció fol·licular (àrea productora d'òvuls) o pèrdua precoç d'òvuls. L'IOP es pot veure com a part d'un continu de canvis que condueixen a la menopausa, però que difereix de la menopausa adequada a l'edat en l'edat d'inici, el grau de símptomes i el retorn esporàdic a la funció ovàrica normal. L'IOP afecta aproximadament 1 de cada 10.000 dones menors de 20 anys, 1 de cada 1.000 dones menors de 30 anys i 1 de cada 100 de les menors de 40 anys. Una tríada mèdica per al diagnòstic és l'amenorrea, l'hipergonadotropisme i l'hipoestrogenisme.
Els símptomes físics i emocionals inclouen fogots, suors nocturnes, pell seca, sequedat vaginal, menstruació irregular o absent, ansietat, depressió, boira mental, irritabilitat, nerviosisme, disminució de la libido i associació amb malalties autoimmunitàries. El tractament general és per als símptomes, la prevenció de l'osteoporosi i la salut mental. Encara que entre el 5 i el 10% de les dones amb IOP poden ovular esporàdicament i quedar embarassades sense tractament, altres poden utilitzar la tecnologia de reproducció assistida.
Les causes de l'IOP són heterogènies i es desconeixen en el 90% dels casos. Es pot associar amb causes genètiques, malalties autoimmunitàries, deficiència d'enzims, infecció, factors ambientals, irradiació o cirurgia en un 10%. Entre el 2 i el 5% de les dones amb IOP i una premutació en FMR1, una anormalitat genètica, corren el risc de tenir un fill amb la síndrome X fràgil, la causa més freqüent de discapacitat intel·lectual hereditària.
El diagnòstic es basa en edat inferior a 40 anys, amenorrea i nivells elevats d'hormona estimulant del fol·licle (FSH) sèric. Els nivells sèrics típics de FSH en pacients amb IOP es troben en el rang de la postmenopausa. El tractament variarà en funció dels símptomes. Pot incloure teràpia de reemplaçament hormonal, gestió de la fertilitat i suport psicosocial, així com exàmens anuals de la funció tiroidal i suprarenal.